# Kristian Babić
Kristian Babić (* 2. Juli 1997 in Hall in Tirol, Österreich) ist ein kroatischer Fußballspieler.

## Karriere
Babić begann seine Karriere beim SV Hall. 2006 kam er in die Jugend der WSG Wattens. Im Januar 2014 wechselte er zum FC Wacker Innsbruck. Im Mai 2014 debütierte er für die Amateure von Wacker in der Regionalliga, als er am 28. Spieltag der Saison 2013/14 gegen den FC Höchst in der 62. Minute für Manuel Gstrein eingewechselt wurde.
Nach über zwei Jahren bei den Amateuren von Wacker Innsbruck, in denen er auf zwölf Einsätze gekommen war, wechselte er in der Winterpause der Saison 2016/17 nach Kroatien zum NK Jarun Zagreb.
Nach einem halben Jahr in Kroatien kehrte Babić zur Saison 2017/18 nach Österreich zurück, wo er sich den viertklassigen Amateuren der Kapfenberger SV anschloss. Im April 2018 stand er gegen den FC Liefering erstmals im Kader der Profis. Sein Debüt für diese in der zweiten Liga gab er im Mai 2018, als er am 32. Spieltag jener Saison gegen den SC Austria Lustenau in der 83. Minute für Philipp Plank ins Spiel gebracht wurde. Nach der Saison 2017/18 verließ er Kapfenberg.
Im Februar 2019 wechselte er nach mehreren Monaten ohne Verein zum viertklassigen SV Innsbruck.